# كريس سبنسر
كريس سبنسر (بالإنجليزية: Chris Spencer)‏ هو منتج أفلام وممثل أمريكي، ولد في 2 يناير 1968 بلوس أنجلوس في الولايات المتحدة.

## أعمال

### أفلام
- (2007)  النجاة
- (2007) بوستال

## وصلات خارجية
- كريس سبنسر على موقع IMDb (الإنجليزية)
- كريس سبنسر على موقع قاعدة بيانات الفيلم (الإنجليزية)